# Astro Ria
Astro Ria – malezyjska stacja telewizyjna o charakterze rozrywkowym. Emituje m.in. filmy, seriale, muzykę i treści typu infotainment.